# 안개 마을
"안개 마을"(Mist Village)은 한국에서 제작된 임권택 감독의 1982년 드라마 영화이다. 정윤희 등이 주연으로 출연하였고 박종찬 등이 제작에 참여하였다.

## 출연

### 주연
- 정윤희
- 안성기

### 조연
- 박지훈
- 진봉진
- 오영화
- 이예민
- 김지영
- 조남경
- 최동준
- 조인선
- 주상호
- 조학자
- 곽은경
- 김기범
- 양일민
- 나정옥
- 홍동은
- 권일정
- 고설봉
- 오중근
- 장정국
- 안진수
- 신양균
- 이재학
- 임옥경
- 최상호
- 김진
- 정규영
- 한태일
- 성명순
- 한명환
- 이석구
- 김경란
- 양춘

## 기타
- 원작자: 이문열
- 제작실장: 조영길
- 제작부장: 이완호
- 제작부장: 김재건
- 촬영부: 구교환
- 조명: 차정남
- 조명부: 임춘행
- 그립: 백영호
- 조연출: 유영진
- 조연출: 이철호
- 조연출: 김상범
- 조연출: 최대용
- 조감독: 김태형
- 붐어시스턴트: 김병수
- 스타일리스트: 이태우
- 효과: 김경일